# سهراب عظیمی
سرهنگ سهراب عظیمی فرزند محمد ظاهر عظیمی؛ پرسنل نظامی، عضو نیروهای ویژه ارتش افغانستان بود که در ۲۸ خرداد ۱۴۰۰ در ولسوالی دولت‌آباد ولایت فاریاب در یک جنگ نابرابر با طالبان همراه ۲۲ تن از هم سنگرانش توسط گروه طالبان قتل عام شدند.    مرگ وی و همراهانش واکنش های زیادی را در پی داشت. 